# 5e corps d'armée (France)
Pour les articles homonymes, voir 5e corps d'armée.
Le 5e corps d'armée est un corps de l'Armée française.

## Création et différentes dénominations
- 5e Corps d'Armée
- 26 juin 1916 : Groupement Z
- 6 août 1916 : 5e Corps d'Armée

## Les chefs du5ecorpsd'armée

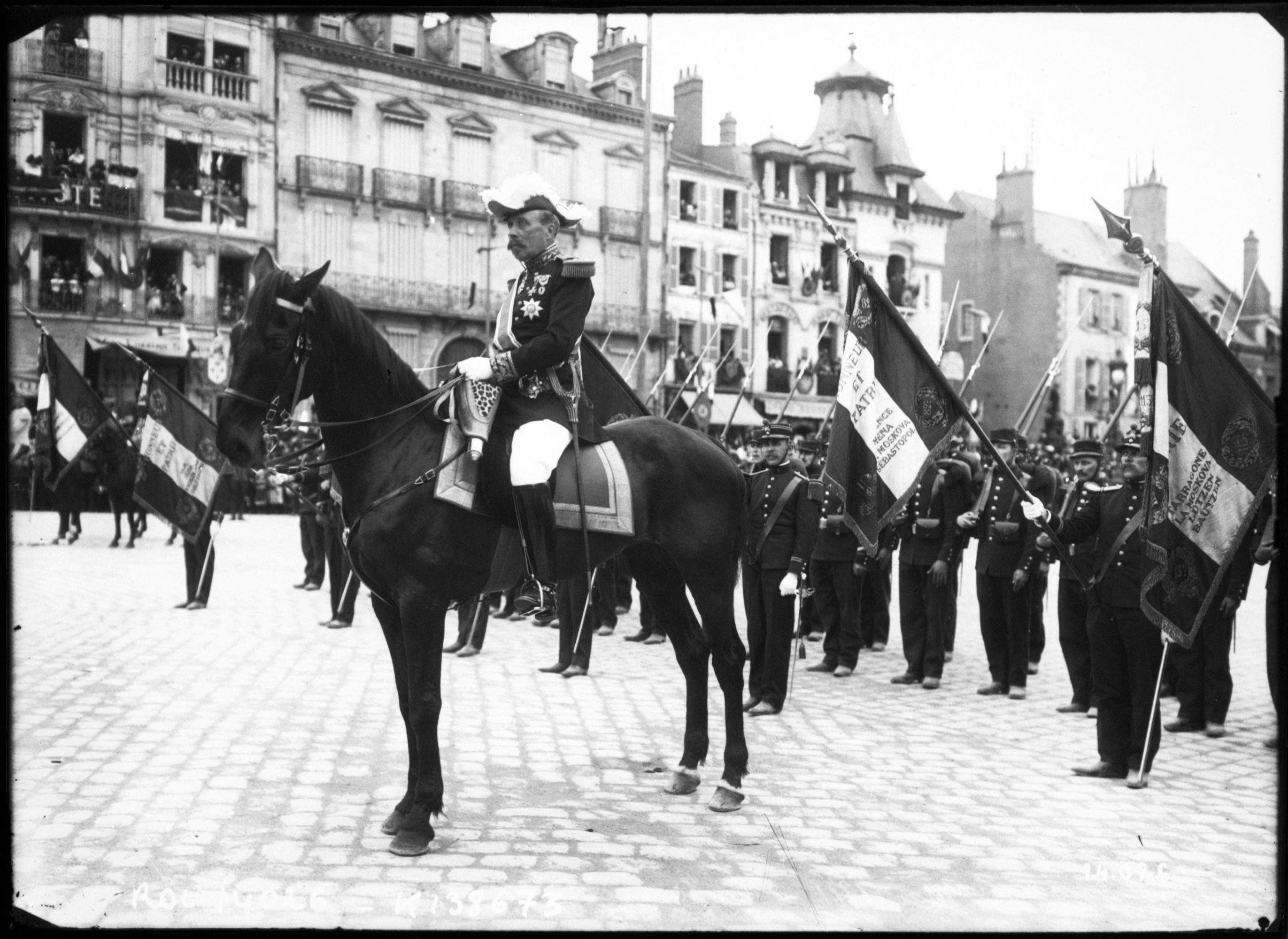
Le général de division Théophile Armand Ferré, commandant le 5e corps, devant les drapeaux du corps le 8 mai 1911 à Orléans.

- août - décembre 1805 : Maréchal Lannes
- décembre 1805 - octobre 1806 : Maréchal Lefebvre
- octobre 1806 - janvier 1807 : Maréchal Lannes
- janvier - février 1807 : général Savary
- février 1807 - avril 1809 : Maréchal Masséna

- 17 août 1859 - 25 mars 1863 : Maréchal Baraguey d'Hilliers
- 28 mars 1863 : Maréchal Baraguey d'Hilliers
- 16 juillet 1870 - 2 septembre 1870 : Général de Failly
- 28 septembre 1873 : Général Bataille
- 11 février 1879 : Général Doutrelaine
- 13 mars 1880 : Général Gresley
- 12 mars 1883 : Général Delebecque
- 12 février 1885 : Général de Bellemare
- 6 février 1886 - 27 novembre 1889 : Général Blot
- 24 décembre 1889 - 14 juin 1892 : Général Galland
- 18 juin 1892 : Général Voisin
- 28 septembre 1893 - 24 octobre 1895 : Général Boussenard
- 20 février 1896 - 17 août 1898 : Général Duchesne
- 20 septembre 1898 : Général Letouzé de Longuemar
- 20 septembre 1901 : Général Farny
- 31 décembre 1903 - 9 octobre 1908 : Général Millet
- 17 octobre 1908 : Général Ferré
- 26 décembre 1912 : Général Brochin
- 23 août 1914 : Général Micheler
- 7 juillet 1915 : Général Hallouin
- 16 octobre 1916 : Général Baucheron de Boissoudy
- 1er mai 1917 - 14 janvier 1919 : Général Pellé
- 11 février 1919 : Général de Toulorge
- 12 janvier 1924 - 3 octobre 1927 : Général Lebouc
- 2 septembre 1939 : Général Dassault
- 15 janvier 1940 - 20 juin 1940 : Général Altmayer

## De 1870 à 1914

### Composition en 1870
| Division                  | Brigade                  | Régiment                                                                   |
| ------------------------- | ------------------------ | -------------------------------------------------------------------------- |
| 1re division d'infanterie | 1re brigade d'infanterie | 11e régiment d'infanterie de ligne                                         |
| 1re division d'infanterie | 1re brigade d'infanterie | 46e régiment d'infanterie de ligne                                         |
| 1re division d'infanterie | 1re brigade d'infanterie | 4e bataillon de chasseurs à pied                                           |
| 1re division d'infanterie | 2e brigade d'infanterie  | 61e régiment d'infanterie de ligne                                         |
| 1re division d'infanterie | 2e brigade d'infanterie  | 86e régiment d'infanterie de ligne                                         |
| 1re division d'infanterie | Artillerie               | 2 batteries de 4, une de mitrailleuses                                     |
| 1re division d'infanterie | Génie                    | une compagnie                                                              |
| 2e division d'infanterie  | 1re brigade d'infanterie | 84e régiment d'infanterie de ligne                                         |
| 2e division d'infanterie  | 1re brigade d'infanterie | 97e régiment d'infanterie de ligne                                         |
| 2e division d'infanterie  | 1re brigade d'infanterie | 14e bataillon de chasseurs à pied                                          |
| 2e division d'infanterie  | 2e brigade d'infanterie  | 49e régiment d'infanterie de ligne                                         |
| 2e division d'infanterie  | 2e brigade d'infanterie  | 88e régiment d'infanterie de ligne                                         |
| 2e division d'infanterie  | Artillerie               | 2 batteries de 4, une de mitrailleuses                                     |
| 2e division d'infanterie  | Génie                    | une compagnie                                                              |
| 3e division d'infanterie  | 1re brigade d'infanterie | 17e régiment d'infanterie de ligne                                         |
| 3e division d'infanterie  | 1re brigade d'infanterie | 27e régiment d'infanterie de ligne                                         |
| 3e division d'infanterie  | 1re brigade d'infanterie | 19e bataillon de chasseurs à pied                                          |
| 3e division d'infanterie  | 2e brigade d'infanterie  | 30e régiment d'infanterie de ligne                                         |
| 3e division d'infanterie  | 2e brigade d'infanterie  | 68e régiment d'infanterie de ligne                                         |
| 3e division d'infanterie  | Artillerie               | 2 batteries de 4, une de mitrailleuses                                     |
| 3e division d'infanterie  | Génie                    | une compagnie                                                              |
| Division de cavalerie     | 1re brigade de cavalerie | 5e régiment de hussards                                                    |
| Division de cavalerie     | 1re brigade de cavalerie | 12e régiment de chasseurs à cheval                                         |
| Division de cavalerie     | 2e brigade de cavalerie  | 3e régiment de lanciers                                                    |
| Division de cavalerie     | 2e brigade de cavalerie  | 5e régiment de lanciers                                                    |
| Réserve d'artillerie      | Réserve d'artillerie     | 2 batteries de 12, 2 batteries de 4 (montées), 2 batteries de 4 (à cheval) |
| Parc d'artillerie         | Parc d'artillerie        | Réserve et parc de génie                                                   |

### Cantonnements
- Garnison : Orléans

Comprend les départements du Loiret, du Loir-et-Cher, de Seine-et-Marne et de l'Yonne.
- Composition :
  - 9e division d'infanterie (Paris)
  - 10e division d'infanterie (Orléans)
  - 5e brigade de cavalerie
  - 5e brigade d'artillerie

## Première Guerre mondiale

### Composition

#### Composition à la mobilisation de 1914

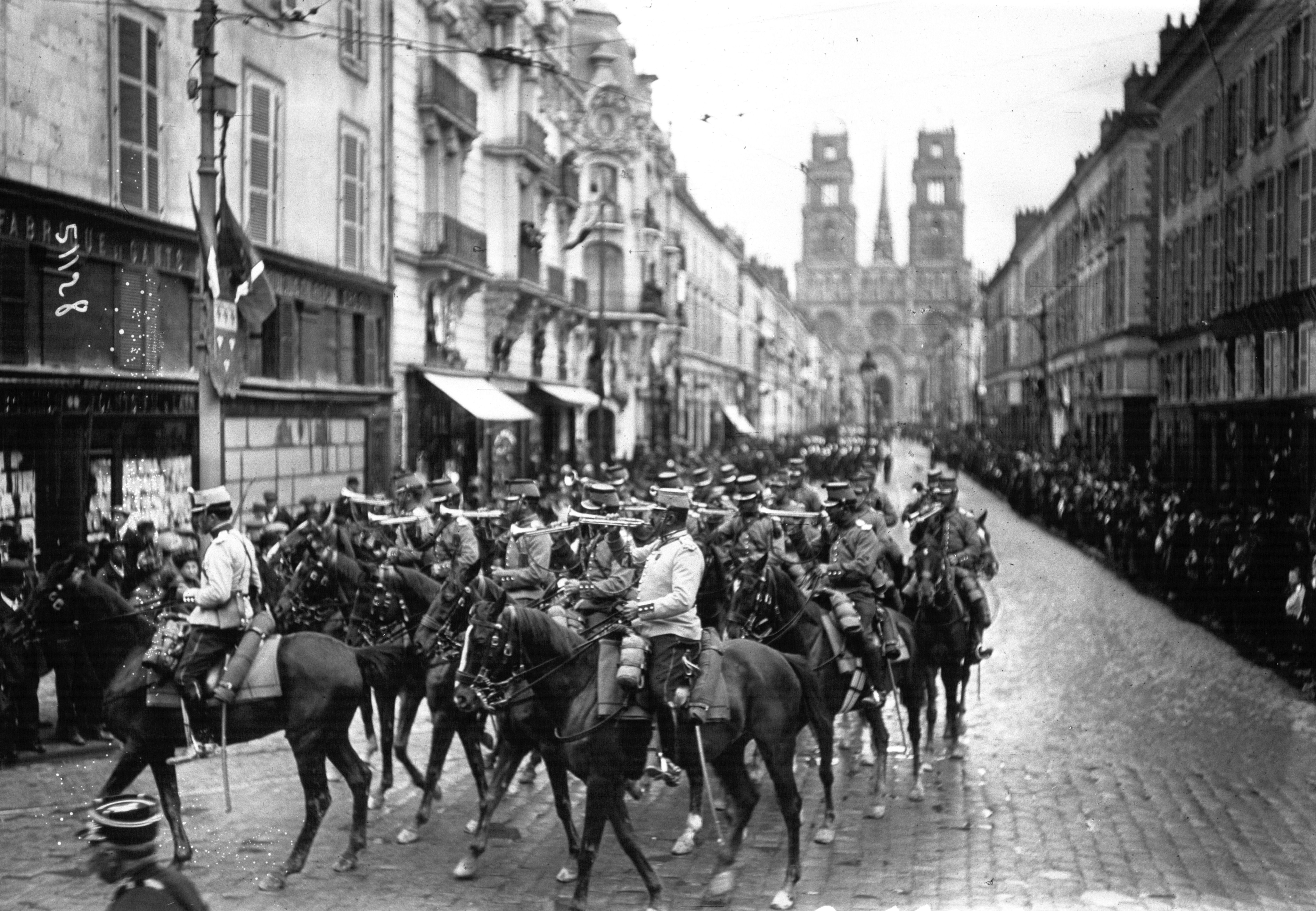
Défilé des trompettes du 8e régiment de chasseurs, rattaché au 5e corps, en mai 1914 à Orléans.

Constitué à Orléans avec des Parisiens et des cultivateurs du Loiret et de Seine-et-Marne, il pouvait compter sur les 31e et 131e régiments d'infanterie, et le 46e, le fameux régiment de La Tour-d'Auvergne que commandait le colonel Malleterre.
Il est subordonné, au début de la Première Guerre mondiale à la IIIe armée.
9e division d'infanterie
- 17e brigade :

4e régiment d'infanterie
82e régiment d'infanterie
- 18e brigade :

113e régiment d'infanterie
131e régiment d'infanterie
- Cavalerie : 8e régiment de chasseurs à cheval (1 escadron)
- Artillerie : 30e régiment d'artillerie de campagne (3 groupes)
- Génie : 1er régiment du génie (compagnie 5/1)

10e division d'infanterie
- 19e brigade :

46e régiment d'infanterie
89e régiment d'infanterie
- 20e brigade :

31e régiment d'infanterie
76e régiment d'infanterie
- Cavalerie : 8e régiment de chasseurs à cheval (1 escadron)
- Artillerie : 13e régiment d'artillerie de campagne (3 groupes)
- Génie : 1er régiment du génie (compagnie 5/2)

Éléments organiques de corps d'armée (non endivisionné) 
- Régiments d'infanterie (rattachés au 5e CA) :

313e régiment d'infanterie
331e régiment d'infanterie
- Cavalerie (rattachée au 5e CA) : 8e régiment de chasseurs à cheval (4 escadrons)
- Artillerie (rattachée au 5e CA) : 45e régiment d'artillerie de campagne (4 groupes)
- Génie (rattaché au 5e CA) : 1er régiment du génie (compagnies 5/3, 5/4, 5/16, 5/21)
- Autres (rattachés au 5e CA) :

5e escadron du train des équipages militaires
5e section de secrétaires d'état-major et du recrutement
5e section d'infirmiers militaires
5e section de commis et ouvriers militaires d'administration

### Historique

#### 1914 - 1915
- 4 - 9 août : transport par V.F. dans la région de Saint-Mihiel.
- 9 - 21 août : concentration dans la région de Dieue-sur-Meuse. À partir du 14 août, mouvement vers la région de Dieppe ; couverture sur l'Othain vers Éton et Muzeray.
- 21 - 23 août : offensive par Longuyon, vers la région Cosnes, Tellancourt. Engagé le 22 août dans la bataille des Ardennes. Combats vers Cosnes, Gorcy et Ville-Houdlémont.
- 23 août - 6 septembre : repli par Longuyon et Dombres vers la rive gauche de la Meuse, dans la région de Montfaucon. Les 23 et 24 août, combats vers la ferme Haute Wal et vers Noers. À partir du 27 août, défense des passages de la Meuse, combat vers Doulcon et Brieulles-sur-Meuse. À partir du 2 septembre, continuation du repli, par Varennes jusque dans la région Villotte-devant-Louppy. Le 2 septembre, combats vers Cierges.
- 6 - 16 septembre : engagé dans la première bataille de la Marne. Du 6 au 13 septembre bataille de Revigny, combats vers Brabant-le-Roi, Louppy-le-Château et Vassincourt. À partir du 13 septembre, poursuite par Clermont-en-Argonne jusque dans la région bois de Montfaucon, Baulny.
- 16 septembre 1914 - 6 août 1916 : violents combats dans la région bois de Montfaucon, Baulny et vers Montblainville, Vauquois et Boureuilles. Puis stabilisation du front et occupation d'un secteur entre Vauquois et le Four de Paris, lieu-dit sur la commune de Vienne-le-Château, Marne (guerre de mines).

23 octobre : extension du secteur à droite jusqu'au pont des Quatre Enfants.
28, 29 et 30 octobre : attaques françaises.
20 novembre : réduction du secteur à gauche jusqu'à l'Aire.
8 - 9 décembre : attaques françaises sur Vauquois, Meuse.
20 - 24 décembre : attaques françaises sur Boureuilles.
8 janvier 1915 : extension du secteur à gauche jusqu'au Four de Paris, lieu-dit sur la commune de Vienne-le-Château, Marne, attaque allemande vers la Haute Chevauchée, lieu-dit sur la commune de Lachalade, Meuse.
15 janvier : limite droite ramenée sur Vauquois, Meuse.
17 février : attaques françaises sur Vauquois, Boureuilles et la cote 263.
28 février, 1er et 15 mars : attaques françaises sur Vauquois ; prise d'une partie du village.
4 - 6 avril : attaques françaises sur la cote 263 et vers Vauquois.
13 - 21 juillet : violents combats entre Biesmes et Aire.
27 septembre : attaque allemande sur la Fille Morte ; le 28 septembre contre-attaque française.
22 novembre : front étendu à droite jusqu'à Avocourt. Guerre de mines particulièrement violente à la Fille Morte, à Vauquois et à Bolante.

#### 1916
- 6 août - 15 septembre : retrait du front et mouvement vers la région de Laheycourt. À partir du 9 août, mouvement vers le camp de Mailly ; instruction. Le 30 août, transport par V.F. dans la région de Grandvilliers ; puis mouvement vers la région d'Amiens.
- 15 septembre - 14 novembre : engagé dans la bataille de la Somme vers Bouchavesnes et Rancourt (front étendu le 17 septembre au sud de Bouchavesnes).

20 septembre : attaque allemande sur Bouchavesnes.
25, 26 septembre, 3, 7 octobre et 5 novembre : attaques françaises vers le bois de Saint-Pierre Vaast.
- 14 novembre - 16 décembre : retrait du front et à partir du 17 novembre transport par V.F. dans la région sud de Châlons-sur-Marne ; repos et instruction au camp de Mailly.
- 16 - 23 décembre : mouvement vers la région de Sézanne, puis vers la région Dormans, Ville-en-Tardenois.

#### 1917
- 23 décembre 1916 - 27 janvier 1918 : occupation d'un secteur vers Berry-au-Bac et le moulin Pontoy.

4 janvier 1917 : extension du front à droite jusqu'au sud du Godat, le 6 janvier extension à gauche jusqu'à Troyon et réduction le 17 janvier à gauche jusqu'à la ferme d'Hurtebise.
25 janvier : attaque locale allemande.
26 - 29 janvier : réduction à gauche jusqu'au Ployon.
30 janvier : front réduit à droite vers Sapigneul.
13 mars : front réduit à droite jusqu'à la Miette et à gauche vers le bois de Beau Marais.
16 avril : engagé dans la bataille du Chemin des Dames. Attaques sur Juvincourt-et-Damary, prise de la Ville-aux-Bois. Puis organisation des positions conquises, au nord-ouest de la Miette.
12 juin : front étendu à gauche vers Chevreux.
21 novembre : attaque locale française.
14 décembre : secteur étendu à gauche jusqu'à la forêt de Vauclerc.

#### 1918
- 27 janvier - 22 mars : retrait du front ; repos vers la Ferté-sous-Jouarre.
- 22 mars - 7 avril : mouvement vers Guiscard ; puis engagé dans la première bataille de Noyon (seconde bataille de Picardie), en liaison avec l'armée britannique ; repli.

25 mars : perte de Noyon. Puis organisation de défense de la ligne mont Renaud, cours de la Divette, Plessis-de-Roye.
2 avril : occupation d'un nouveau secteur vers le Plémont et la Berlière.
- 7 avril - 26 mai : retrait du front, mouvement vers Quevauvillers, puis transport par V.F. à destination de l'Alsace ; en cours de route débarquement vers Arcis-sur-Aube. Le 30 mai, mouvement vers Pourcy. Engagé dans la troisième bataille de l'Aisne. Résistance vers Ville-en-Tardenois et Vrigny.
- 3 juin - 15 juillet : défense et organisation d'un secteur vers Champlat-et-Boujacourt, Vrigny.

6 juin : violente attaque allemande au nord de l'Ardre. À partir du 12 juin, occupation d'un nouveau secteur vers Tréloup, Marfaux.
19 juin : limite droite ramenée vers Champlat-et-Boujacourt.
8 juillet : limite gauche ramenée au nord de Troissy.
- 15 - 18 juillet : engagé dans la 4e bataille de Champagne. Combats de Vandières-sous-Châtillon, de Belval-sous-Châtillon, de Baslieux-sous-Châtillon, d'Œuilly, de Tincourt et du bois du Roi.
- 18 juillet - 7 août : engagé dans la seconde bataille de la Marne, combat vers Tincourt, puis organisation défensive du front dans la région Belval-sous-Châtillon, la Marne. À partir du 21 juillet, progression suivant l'axe Romigny, Breuil-sur-Vesle.
- 7 août - 14 septembre : organisation et défense d'un secteur sur la Vesle, vers Unchair et Jonchery-sur-Vesle.

6 septembre : attaque locale française.
10 septembre : extension du front à gauche jusque vers Merval.
- 14 - 30 septembre : engagé dans la poussée vers la position Hindenburg. Progression au nord de la Vesle, attaque franco-américaine entre Vesle et Aisne, vers Glennes et vers Romain.

16 septembre : réduction du front à gauche jusque vers le sud de Glennes.
19 septembre : extension à gauche jusque vers Villers-en-Prayères.
23 septembre : réduction à gauche jusqu'à l'est de Baslieux-lès-Fismes et le 24 septembre jusque vers Breuil-sur-Vesle.
- 30 septembre - 4 octobre : engagé dans la bataille de Champagne et d'Argonne, jusqu'au 4 octobre bataille de Saint-Thierry, progression vers le canal de l'Aisne à la Marne ; puis exploitation de la bataille de Saint-Thierry, franchissement du canal de l'Aisne à la Marne vers le Godat ; progression au-delà de la Suippe (région Bertricourt, Orainville). Organisation d'un secteur dans la région sud de Neufchâtel-sur-Aisne et vers Berry-au-Bac. À partir du 12 octobre, reprise de l'offensive. Prise d'Amifontaine, de Neufchâtel-sur-Aisne ; poursuite en direction de la Malmaison ; le 19 octobre prise de La Selve.
- 20 octobre - 5 novembre : engagé dans la bataille de la Serre, combat dans la région de la Selve. Puis organisation des positions conquises entre Nizy-le-Comte et la région ouest de la Selve.

1er novembre : extension du front à gauche jusqu'à Sissonne.
- 5 - 11 novembre : engagé dans la poussée vers la Meuse. Poursuite sur l'axe la Selve, Liart. Le 10 novembre, franchissement de la Sormonne ; progression jusque vers Renwez. Le 11 novembre, les éléments du corps d'armée bordent la Meuse.

## Entre-deux-guerres

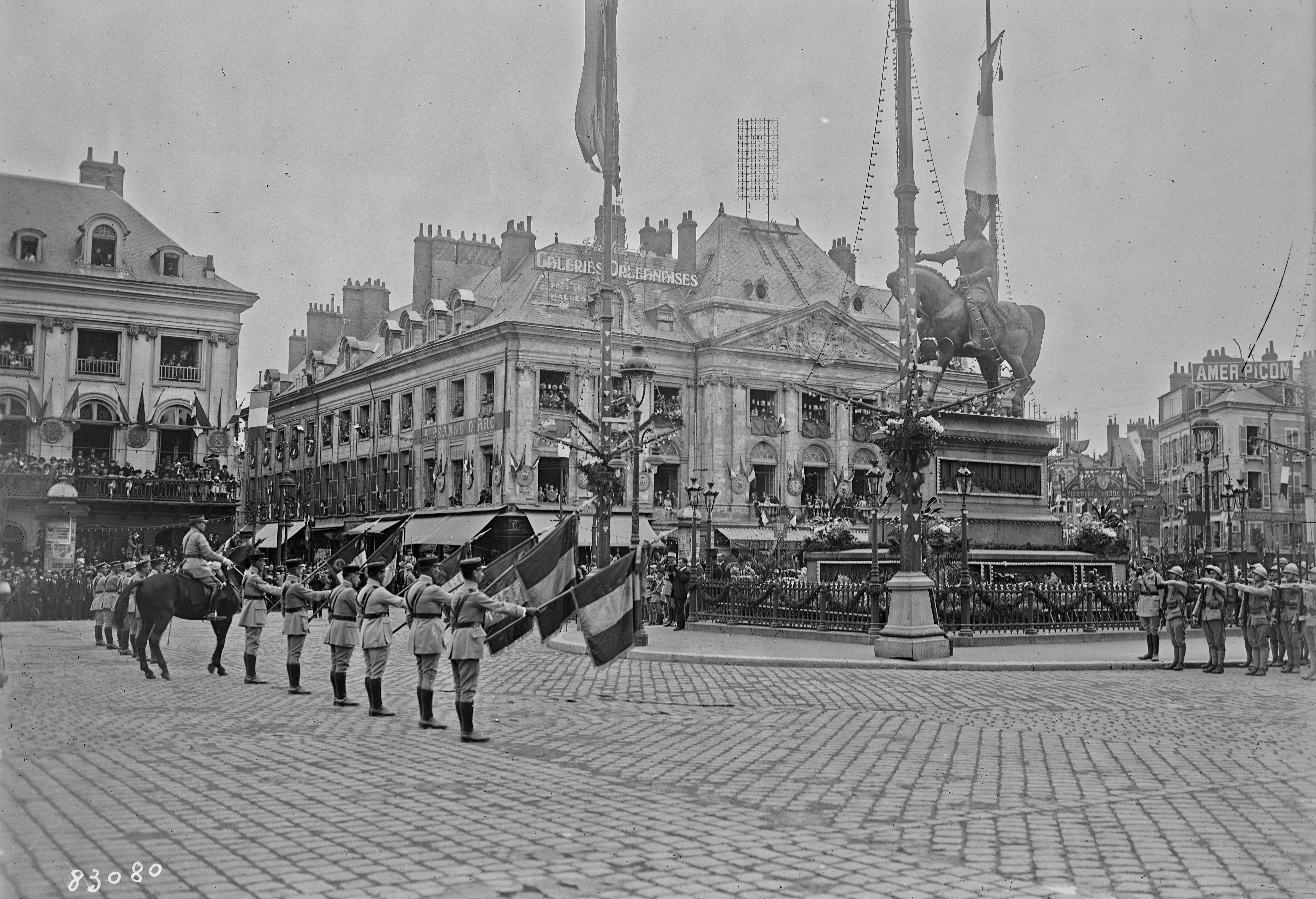
Les drapeaux du 5e corps le 8 mai 1923 place du Martroi à Orléans.

### Rattachement
- 1re armée

14 avril - 27 mai 1918
- 2e armée

26 juin - 9 août 1916
- 3e armée

2 août 1914 - 26 juin 1916
11 février - 14 avril 1918
- 4e armée

9 - 30 août 1916
17 novembre - 18 décembre 1916
27 - 30 mai 1918
- 5e armée

18 décembre 1916 - 21 avril 1917
30 mai 1918 -
- 6e armée

30 août - 17 novembre 1916
28 octobre 1917 - 11 février 1918
- 10e armée

21 avril - 28 octobre 1917

## Seconde Guerre mondiale
Commandant : général René Altmayer , du 15 janvier au 20 juin 1940.

### Composition
Grandes unités : 
- 12e division d'infanterie motorisée
- 5e division d'infanterie nord-africaine
- 101e division d'infanterie de forteresse

Cavalerie 
- 3e groupe de reconnaissance de corps d'armée

Artillerie 
- 104e régiment d'artillerie lourde tractée

Génie 
- 605e régiment de pionniers

## Sources et bibliographie
- Service historique de l'état-major des armées, Les Armées françaises dans la Grande guerre, Paris, Impr. nationale, 1922-1934, onze tomes subdivisés en 30 volumes (BNF 41052951) :
  - AFGG, vol. 1, t. 10 : Ordres de bataille des grandes unités : grands quartiers généraux, groupe d'armées, armées, corps d'armée, 1923, 966 p. (lire en ligne).
  - AFGG, vol. 2, t. 10 : Ordres de bataille des grandes unités : divisions d'infanterie, divisions de cavalerie, 1924, 1092 p. (lire en ligne).

- Commandant Rousset, Histoire générale de la guerre franco-allemande (1870-1871) Librairie Illustrée Paris
- (fr) Service historique de l'armée de terre, Inventaire sommaire des archives de la Guerre 1914-1918, Troyes, Imprimerie « la Renaissance », 1969, 691 p., (BNF 35127448)